# Alfred Potiquet

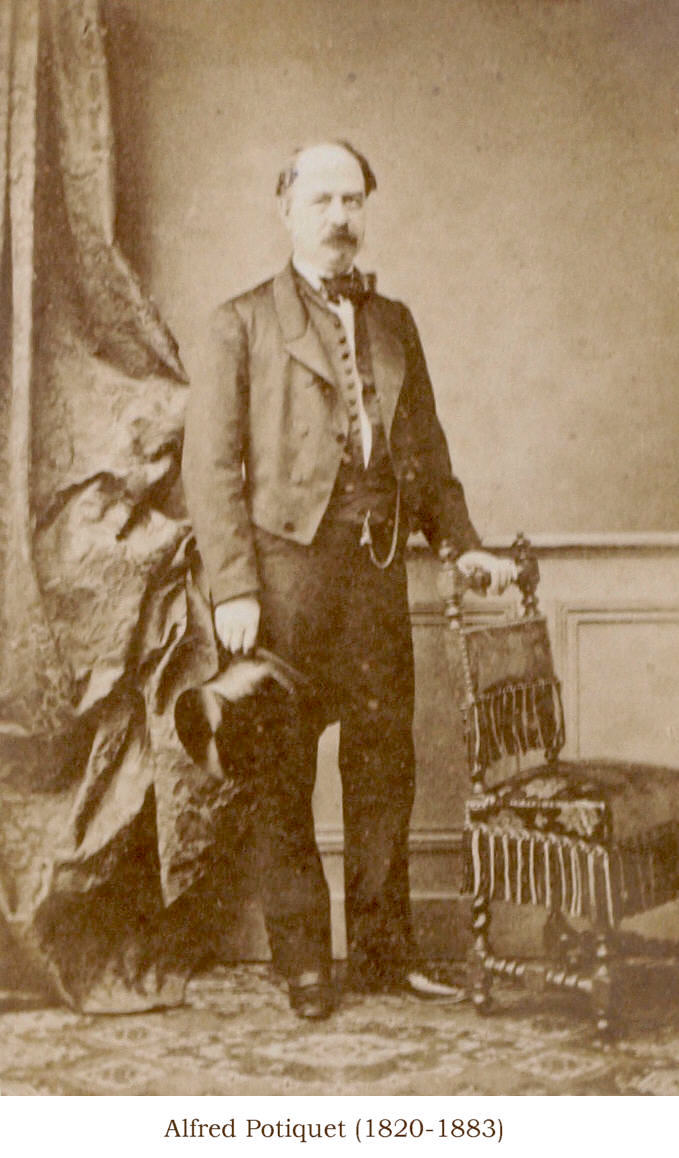
Alfred Potiquet

Alfred Potiquet (* 1820; † 1883) war ein französischer Staatsbeamter, der sich für den zweiten „Briefmarkenkatalog“ bzw. Postwertzeichenliste der Welt verantwortlich zeigt.
Alfred Potiquet entwickelte seinen Briefmarkenkatalog auf den Grundlagen des Briefmarken- und Ganzsachenverzeichnis des Straßburger Buchhändlers Oscar Berger-Levrault. Dieser gilt zwar als erste Briefmarkenkatalog der Welt, besaß jedoch noch keinerlei Abbildungen von Briefmarken und war nicht für die Öffentlichkeit bestimmt. Er ergänzte zahlreiche Ausgaben, die von Oscar Berger-Levrault übersehen wurden und verbesserte seine Fehler.
Sein Werk erschien schließlich im Dezember 1861 in Paris unter dem Titel „Catalogue des timbres-poste crées dans les divers états du globe“. In ihm waren bereits 1080 Briefmarken und 132 Ganzsachen aufgenommen. Fehlerfrei war dieser stark verbesserte Briefmarkenkatalog noch immer nicht. So fehlten beispielsweise jegliche Angaben über damals noch unbekannte Briefmarken, wie die Rote und Blaue Mauritius.
Neben diesem Briefmarkenkatalog von Oscar Berger-Levrault und Alfred Potiquet entstand parallel hierzu in England ein ähnliches Werk durch John Edward Gray.